# Région Sud (Brésil)
Pour les articles homonymes, voir Région Sud.
La région Sud (portugais : região Sul) est une région statistique au climat subtropical du Brésil. Cette région reçoit de nombreuses précipitations en hiver et a un été chaud. Son économie est fondée sur l'élevage, l'agriculture et le tourisme. Les principales villes, en nombre d'habitants, sont Curitiba (1 797 000 habitants), Porto Alegre (1 421 000 habitants), Londrina (498 000 habitants), Joinville (487 000 habitants), Caxias do Sul (399 000 habitants) et Florianópolis (397 000 habitants).
La région présente l’indice du développement humain le plus élevé du pays.

## Caractéristiques générales

### Une forte population sur un territoire limité
La région Sud est la plus petite du Brésil - elle occupe environ 7 % du territoire brésilien - mais sa population est deux fois plus importante que celle des régions Nord et Centre-Ouest. La population est de 27 384 815 habitants en 2010, soit une densité démographique de 48 hab./km². Avec des indices de développement relativement similaires dans les secteurs primaire, secondaire et tertiaire, cette population possède plus les plus hauts taux d'alphabétisation du pays, ce qui explique le développement socio-culturel de la région.

### Localisation au sud du Tropique du Capricorne
La Région Sud est la seule région brésilienne localisée presque totalement au-dessous du Tropique du Capricorne et, par cela même, est la plus froide du Brésil. Le climat dominant est subtropical humide et les gelées y sont fréquentes, c'est la seule région du Brésil à ne pas connaître la chaleur toute l'année. Sur les hauteurs se produisent occasionnellement des chutes de neige. Les pluies, en général, se distribuent tout au long de l'année. Le climat régional du sud, en comparaison avec les autres régions du pays, se définit par son homogénéité, particulièrement en ce qui concerne sa pluviométrie et le rythme saisonnier de son régime. Il se fait tempéré et légèrement humide sur le Plateau Méridional, et super-humide sur la bande littorale et sur la côte atlantique, avec les températures assez élevées.
La caractéristique générale du climat du Sud est subtropicale présentant une sensible oscillation thermique pendant l'année. Il est possible de différencier clairement deux saisons : l'hiver, qui peut être froid et l'été, chaud, surtout dans les zones de basse altitude des trois États. Seuls l'extrémité Nord-Ouest du Paraná et les littoraux du Paraná et de Santa Catarina
présentent des hivers doux et étés chauds.

### Des régions géo-économiques bien différenciées
Les terres situées dans les hautes terres étaient occupées par des immigrants venus d'Europe. La région sud du Brésil serait complètement occupée par la colonisation, qui se divise en deux phases. La première phase a été celle des colons venant des Açores (portugais) le long de la côte, y compris l'île de Santa Catarina, où se trouve Florianópolis, et la région métropolitaine de Porto Alegre. La seconde a commencé dans les premières décennies du XIXe siècle, avec des immigrants d'Allemagne et d'Italie qui sont arrivés au Brésil et, en petit nombre, de Russie, de Pologne, Ukraine, au Moyen-Orient et ailleurs dans le monde. Ils étaient les colonisateurs des hautes terres, marquant leurs coutumes dans le style architectural des résidences, dans la langue et dans la cuisine. Ils ont également introduit la polyculture et le système des petites exploitations. C'est pourquoi le Sud est la région brésilienne qui compte le plus de petites propriétés à la campagne. Les Allemands étaient principalement établis à Santa Catarina, dans la vallée d'Itajaí, et à Rio Grande do Sul, dans la Vale dos Sinos. La Serra Gaúcha était principalement occupée par les Italiens, où ils ont commencé à cultiver du raisin, à fabriquer du vin et du jus à partir du fruit. Pendant ce temps, des Russes, des Polonais, des Ukrainiens et d'autres groupes d'immigrants se sont installés dans l'ouest de Santa Catarina, du Paraná et d'autres points situés dans la région,,,.
On trouve aussi des secteurs industriels et urbains, avec la prédominance des régions métropolitaines de Curitiba, Paraná et de Porto Alegre - Rio Grande do Sul. Bien que distinctes, ces régions géo-économiques sont intégrées, ce qui fait de la Région Sud la plus uniforme du Brésil, tant dans son aspect physique que pour son indice de développement humain.

## Économie

### Agriculture

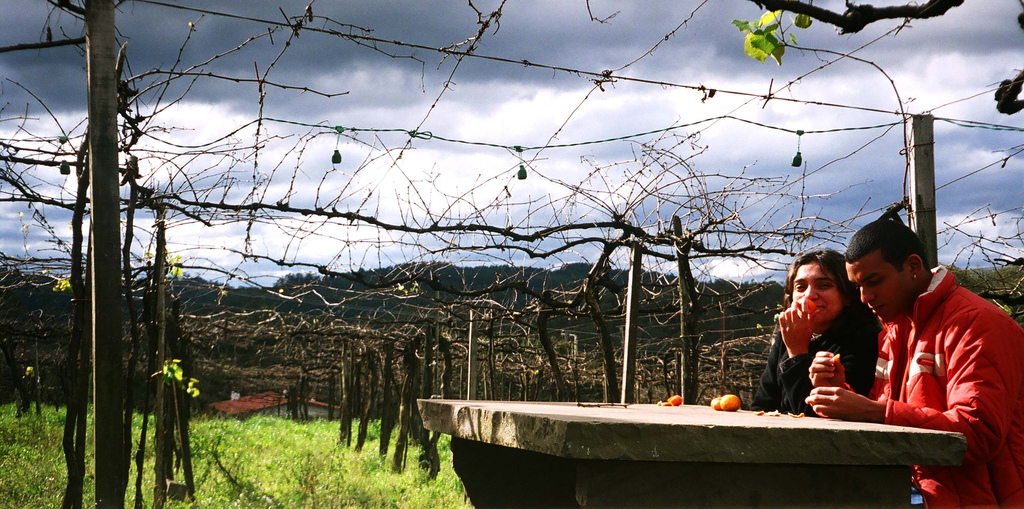
Domaine viticole à Rio Grande do Sul.

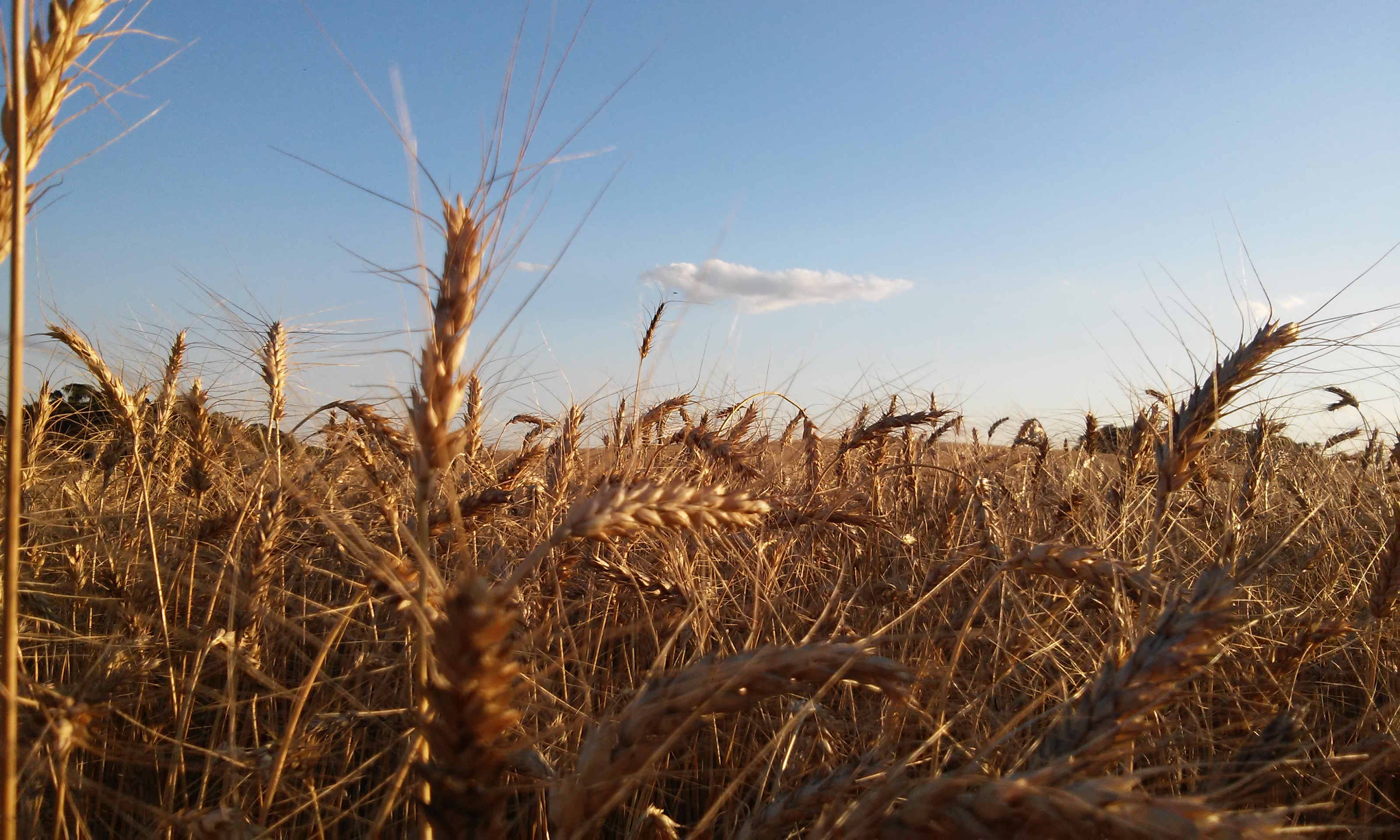
Blé au Paraná.

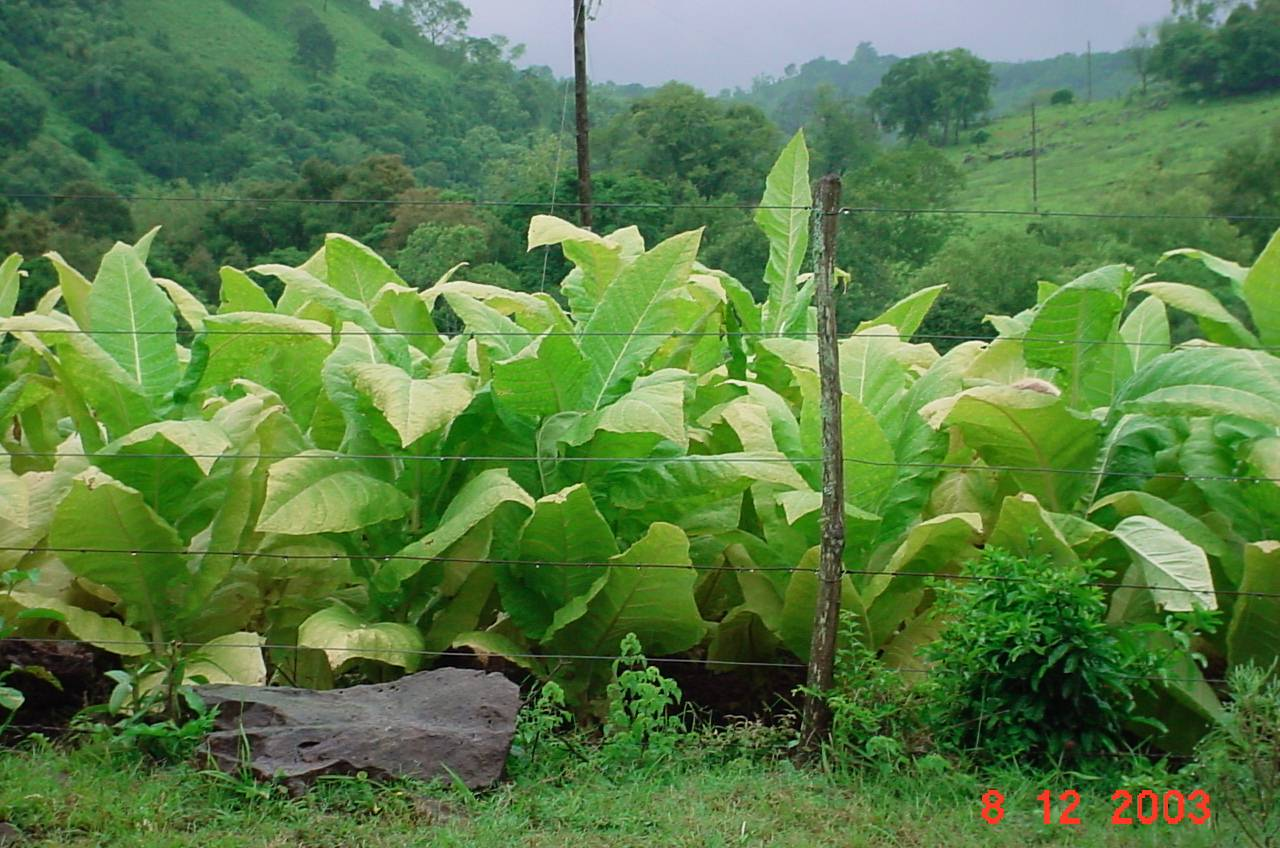
Tabac en Rio Grande do Sul.

Les principaux produits agricoles cultivés sont:
- soja (35% de la production du pays, qui est le premier producteur mondial);
- maïs (35% de la production du pays, qui est le 3e producteur mondial);
- tabac (presque toute la production du pays, qui est le deuxième producteur mondial et le premier exportateur);
- riz (80% de la production du pays, qui est le neuvième producteur mondial);
- raisin (presque toute la production du pays, qui est le onzième producteur mondial);
- pomme (presque toute la production du pays, qui est le treizième producteur mondial);
- blé (presque toute la production du pays);
- avoine (presque toute la production du pays);
- canne à sucre (8% de la production du pays, qui est le premier producteur mondial);
- manioc (25% de la production du pays, qui est le cinquième producteur mondial);
- yerba mate (presque toute la production du pays, qui est l'un des plus gros producteurs au monde);
- haricot (26% de la production du pays, qui est le troisième producteur mondial);

en plus de produire des quantités pertinentes de:
- orange (6% de la production du pays, qui est le premier producteur mondial);
- mandarine (30% de la production du pays, qui est le sixième producteur mondial);
- kaki (20% de la production du pays, qui est le sixième producteur mondial);
- orge, pêche, figue et oignon (la majeure partie de la production du pays);
- fraise[7].

### Bétail

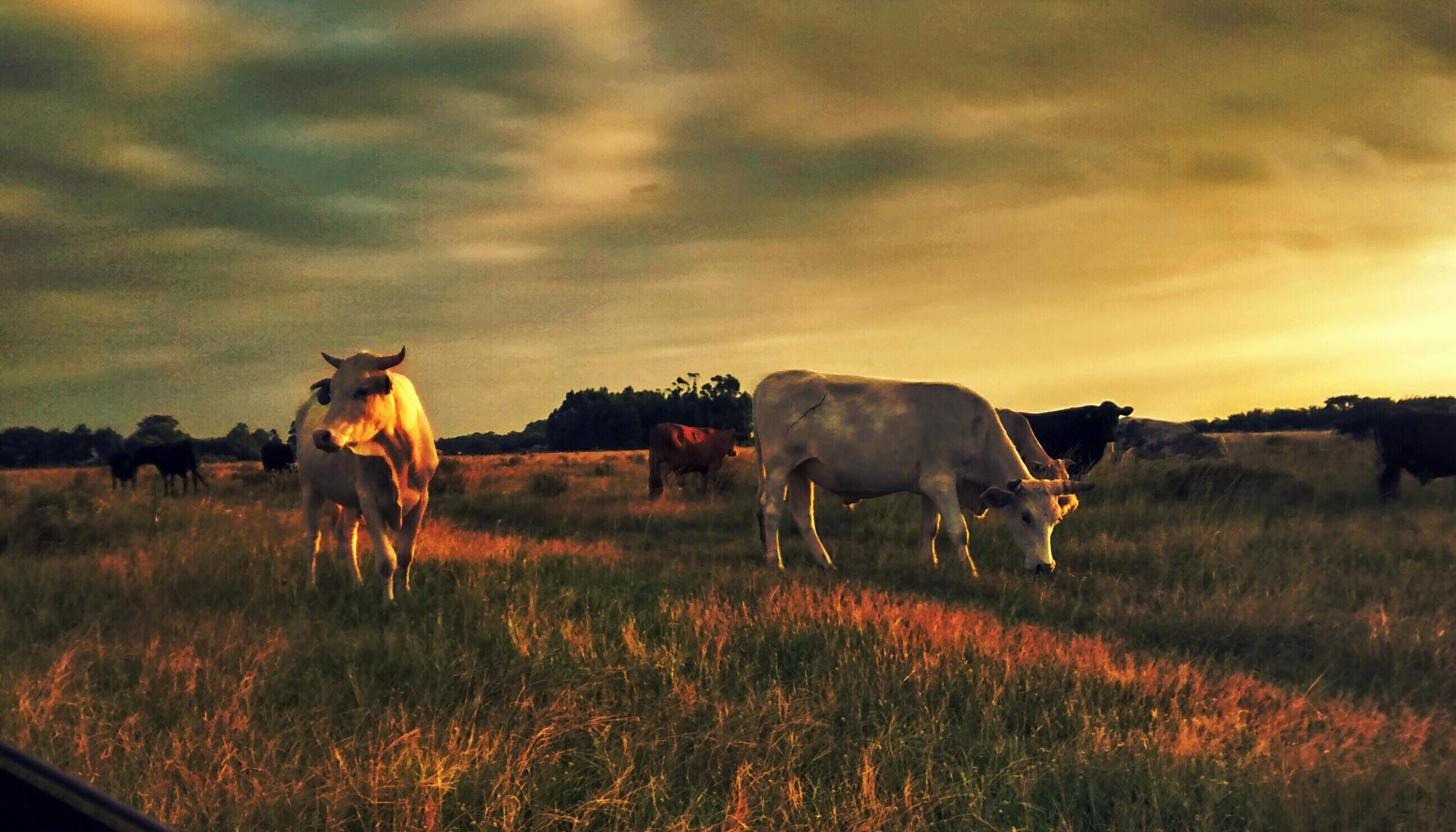
Bovins en Rio Grande do Sul.

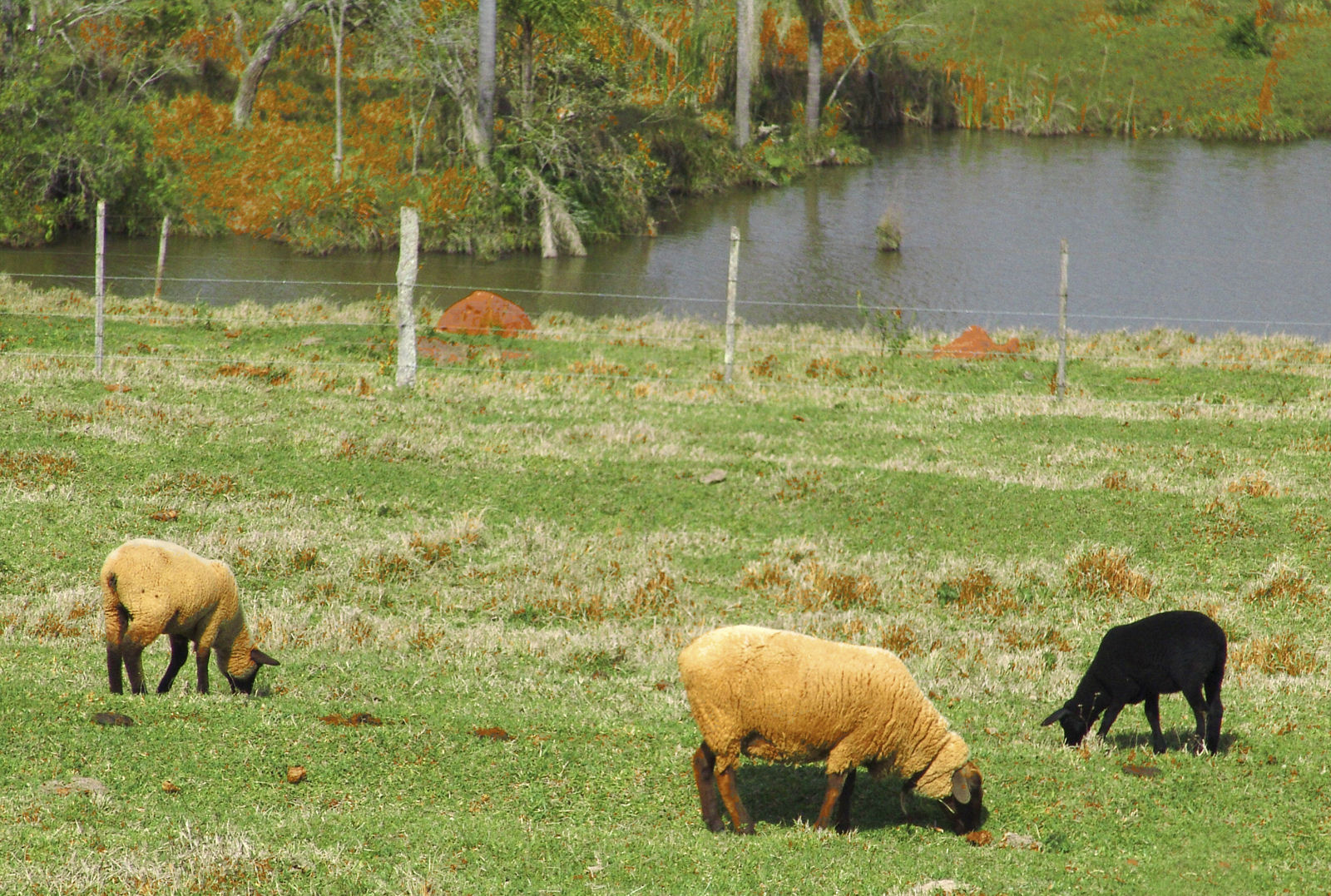
Moutons en Rio Grande do Sul.

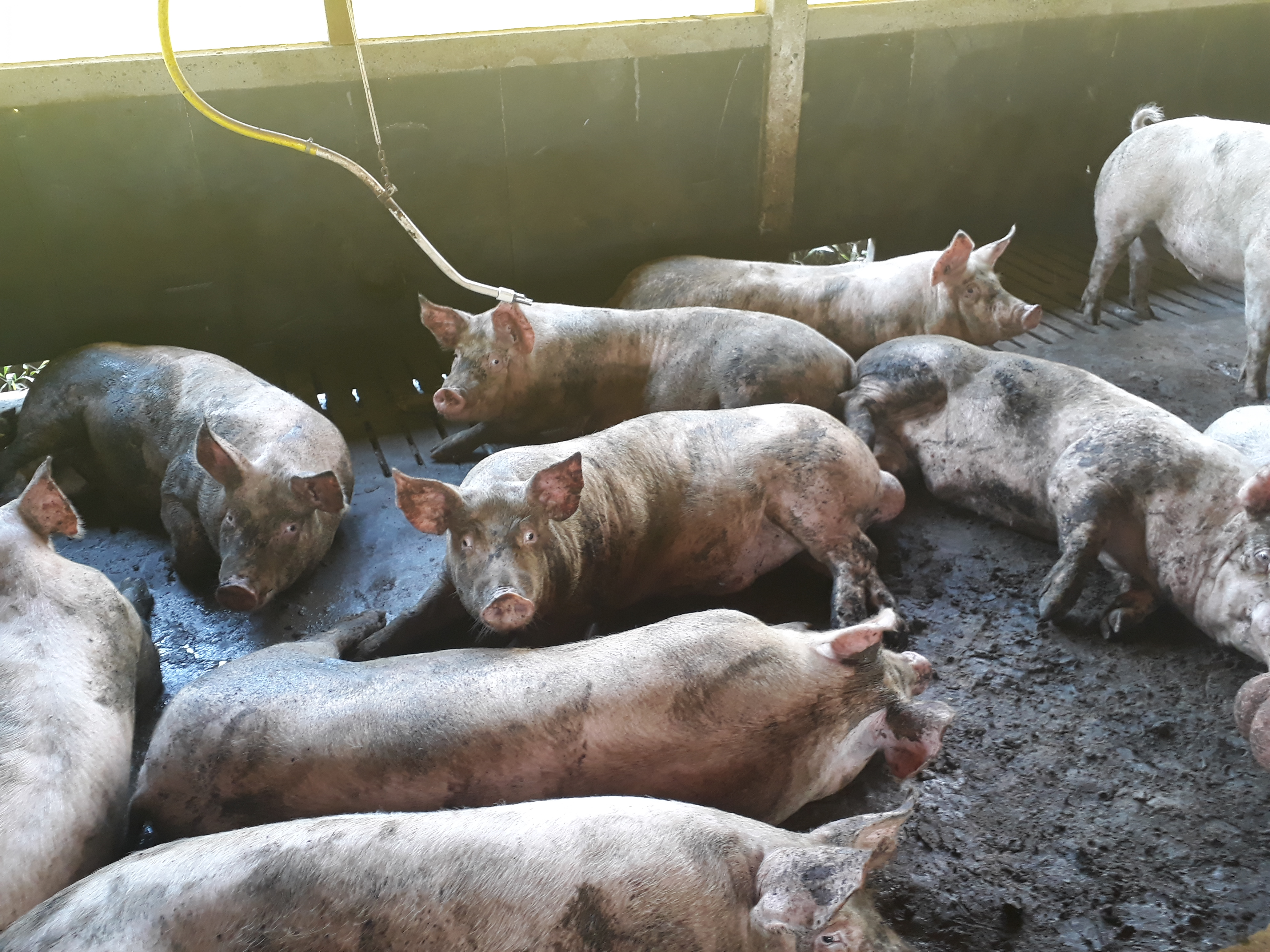
Porc à Santa Catarina

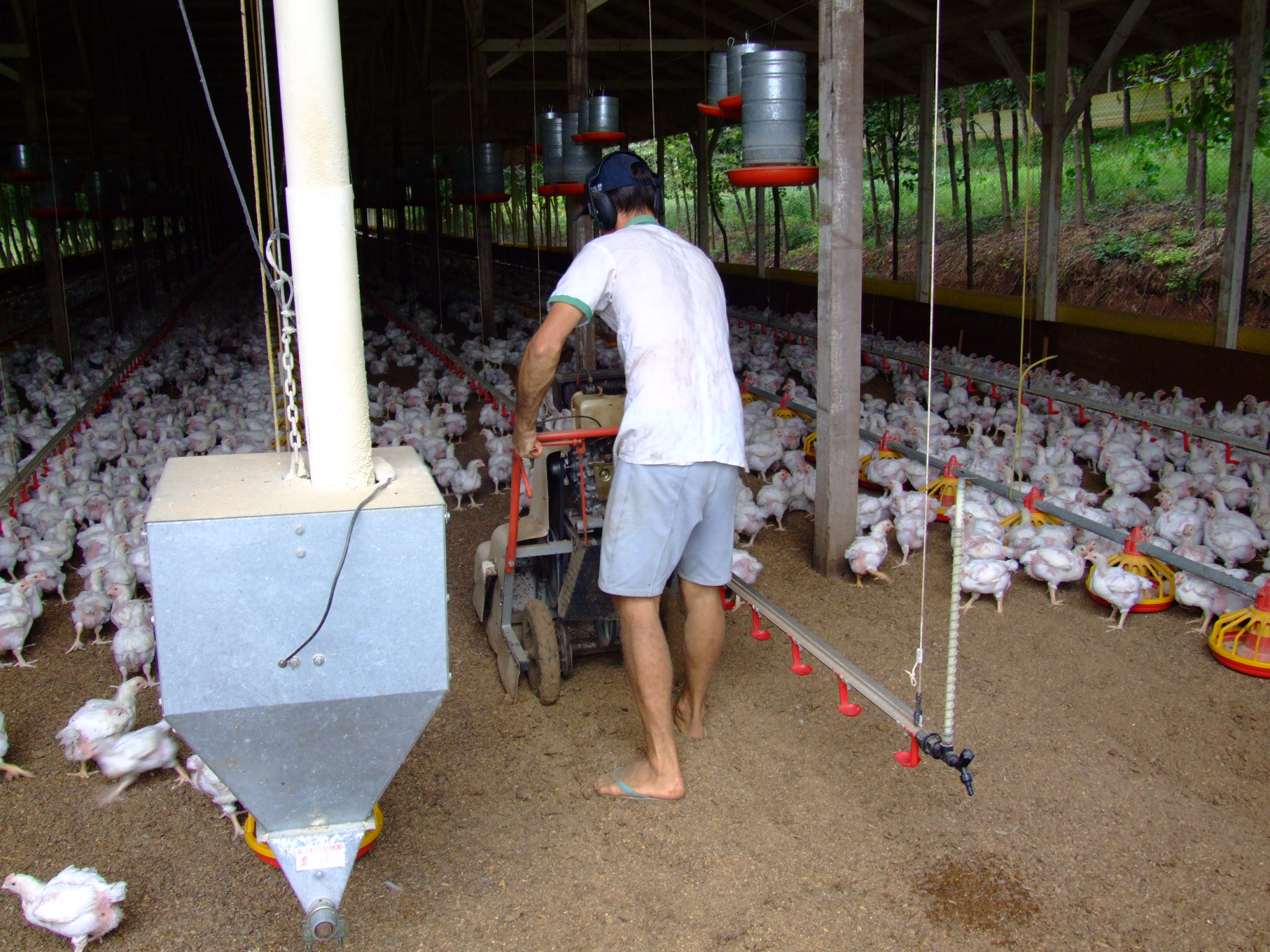
Vollaile à Santa Catarina

En 2017, la région sud a rassemblé environ 12% du bétail brésilien (27 millions de têtes de bétail).
En élevage ovin, en 2017, la Région Sud était la deuxième plus grande du pays, avec 4,2 millions de têtes. L'activité de tonte des moutons est restée prédominante dans le sud, qui est responsable de 99% de la production de laine du pays. Le Rio Grande do Sul est resté l'État avec la participation nationale la plus élevée, représentant 94,1% du total. Les municipalités de Santana do Livramento, Alegrete et Quaraí ont dirigé l'activité. Actuellement[Quand ?], la production de viande est devenue l'objectif principal de l'élevage ovin dans l'État, en raison de l'augmentation des prix payés au producteur qui a rendu l'activité plus attractive et rentable.
L'élevage intensif est également très développé dans le Sud, qui occupe la première place dans le classement de la production lait brésilienne. Une partie du lait produit dans le Sud bénéficie des industries laitières. Le Sud détient 35,7% de la production laitière brésilienne, en concurrence avec le Sud-Est (qui était le plus gros producteur jusqu'en 2014), qui en a 34,2%. Le sud-est possède le plus grand troupeau de vaches traites: 30,4% du total de 17,1 millions existant au Brésil. La productivité la plus élevée, cependant, est celle de la région du Sud, avec une moyenne de 3 284 litres par vache et par an, c'est pourquoi elle est en tête du classement de la production laitière depuis 2015. La municipalité de Castro, dans le Paraná, était le plus grand producteur en 2017, avec 264 millions de litres de lait. Le Paraná est déjà le deuxième producteur national avec 4,7 milliards de litres, dépassé seulement par Minas Gerais,.
En porc, les trois États du sud sont les plus gros producteurs du pays. Santa Catarina est le plus grand producteur du Brésil. L'État est responsable de 28,38% des abattages du pays et de 40,28% des exportations de porc brésilien. Le Paraná, pour sa part, possède un cheptel reproducteur de 667 000 logements habités, avec un troupeau représentant 17,85% du total brésilien. Le Paraná occupe la deuxième place dans le classement productif du pays, avec 21,01%, et la troisième place parmi les États exportateurs, avec 14,22%. À la troisième place au Brésil se trouve le Rio Grande do Sul, avec près de 15% de participation,.
L'élevage de volaille est fort dans le Sud. En 2018, la région Sud, en mettant l'accent sur la création de poulets de boucherie, représentait près de la moitié du total brésilien (46,9%). Le Paraná ne représentait que 26,2%. Le Paraná occupe le leadership brésilien dans le classement des États producteurs et exportateurs de poulet. Rio Grande do Sul occupe le troisième rang de la production nationale, avec 11%.
En ce qui concerne la production d'œufs, la région sud est la deuxième plus grande du Brésil, avec 24,1% de la production du pays. Le Paraná occupe la deuxième place du classement brésilien, avec 9,6% de la participation nationale.
En pisciculture, l'ouest du Paraná, dans les municipalités proches de Tolède et de Cascavel, est devenue la plus grande région de pêche du pays, le tilapia étant la principale espèce cultivée. L'ouest représente 69% de toute la production du Paraná, le plus grand producteur national, avec 112 mille tonnes. Sur ce montant, 91% concernent l'élevage du tilapia.
La Région Sud était le principal producteur de miel du pays en 2017, représentant 39.7% du total national. Rio Grande do Sul était le premier avec 15.2%, Paraná en deuxième avec 14.3%, Santa Catarina en cinquième avec 10.2%.

### Exploitation minière

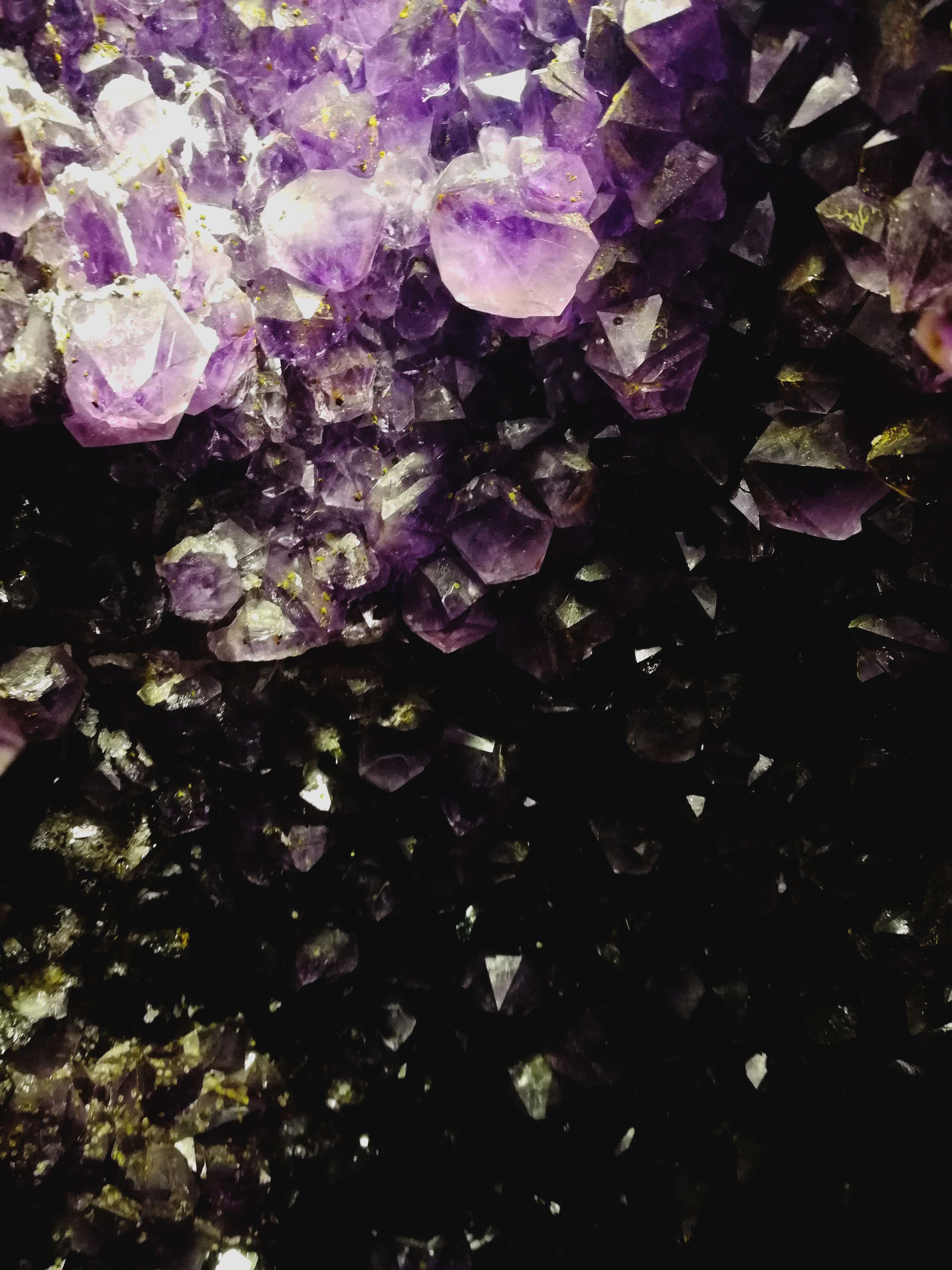
Mine d'améthyste à Ametista do Sul, dans le Rio Grande do Sul.

Santa Catarina est le plus grand producteur de charbon au Brésil, principalement dans la ville de Criciúma et ses environs. La production de charbon minéral brut au Brésil était de 13,6 millions de tonnes en 2007. Santa Catarina a produit 8,7 Mt (millions de tonnes); Rio Grande do Sul, 4,5 Mt; et Paraná, 0,4 Mt. Malgré l'extraction de charbon minéral au Brésil, le pays doit encore importer environ 50% du charbon consommé, car le charbon produit dans le pays est de mauvaise qualité, car il a une concentration de carbone plus faible. Les pays qui fournissent du charbon minéral au Brésil sont l'Afrique du Sud, les États-Unis et l'Australie. Le charbon minéral au Brésil fournit en particulier des centrales thermoélectriques qui consomment environ 85% de la production. L'industrie du ciment du pays, quant à elle, est approvisionnée avec environ 6% de ce charbon, laissant 4% pour la production de papier cellulosique et seulement 5% dans les industries alimentaire, céramique et céréalière. Le Brésil possède des réserves de tourbe, lignite et houille. Le charbon totalise 32 milliards de tonnes de réserves et se trouve principalement dans le Rio Grande do Sul (89,25% du total), suivi de Santa Catarina (10,41%). Le gisement de Candiota (RS) ne possède que 38% de tout le charbon national. Comme il s'agit d'un charbon de qualité inférieure, il n'est utilisé que dans la production d'énergie thermoélectrique et sur le site du gisement. La crise pétrolière des années 1970 a conduit le gouvernement brésilien à créer le plan de mobilisation énergétique, avec des recherches intenses pour découvrir de nouvelles réserves de charbon. La Commission géologique du Brésil, grâce à des travaux menés dans le Rio Grande do Sul et Santa Catarina, a considérablement augmenté les réserves de charbon précédemment connues entre 1970 et 1986 (principalement entre 1978 et 1983). Puis du charbon de bonne qualité, adapté à une utilisation en métallurgie et en grands volumes (sept milliards de tonnes), a été découvert dans plusieurs gisements du Rio Grande do Sul (Morungava, Chico Lomã, Santa Teresinha), mais à des profondeurs relativement importantes (jusqu'à 1 200 m ), qui a empêché son utilisation jusqu'à présent. En 2011, le charbon ne représentait que 5,6% de l'énergie consommée au Brésil, mais c'est une source stratégique importante, qui peut être activée lorsque, par exemple, les niveaux d'eau dans les barrages sont très bas, ce qui réduit l'offre excédentaire en eau. énergie hydroélectrique. Cela s'est produit en 2013, lorsque plusieurs centrales thermoélectriques ont été fermées, maintenant ainsi l'approvisionnement nécessaire, bien qu'à un coût plus élevé,.
Le Paraná est le plus grand producteur de schiste bitumineux au Brésil. Dans la ville de São Mateus do Sul, il existe une usine Petrobras spécialisée dans la production du matériau. Environ 7 800 tonnes sont traitées quotidiennement.
Rio Grande do Sul est un important producteur de pierres précieuses. Le Brésil est le premier producteur mondial de améthyste et agate, et Rio Grande do Sul est le plus grand producteur du pays. L'agate a une extraction locale depuis 1830. Le plus grand producteur d'améthyste au Brésil est la ville de Ametista do Sul. Cette pierre était très rare et chère dans le monde, jusqu'à la découverte de grands gisements au Brésil, ce qui a entraîné une baisse considérable de sa valeur,,,,.

### Industrie

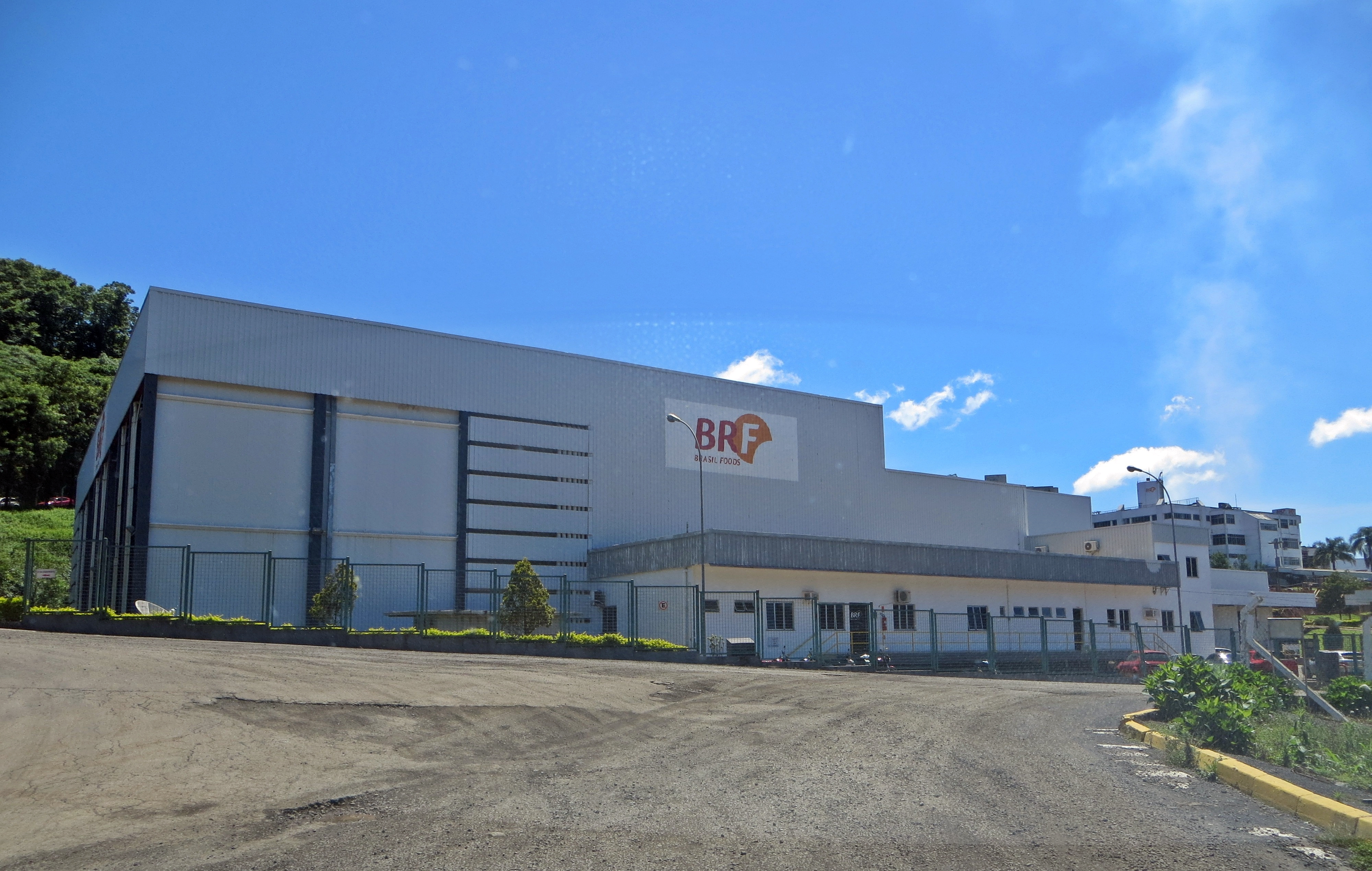
Usine de viande BRF à Santa Catarina.

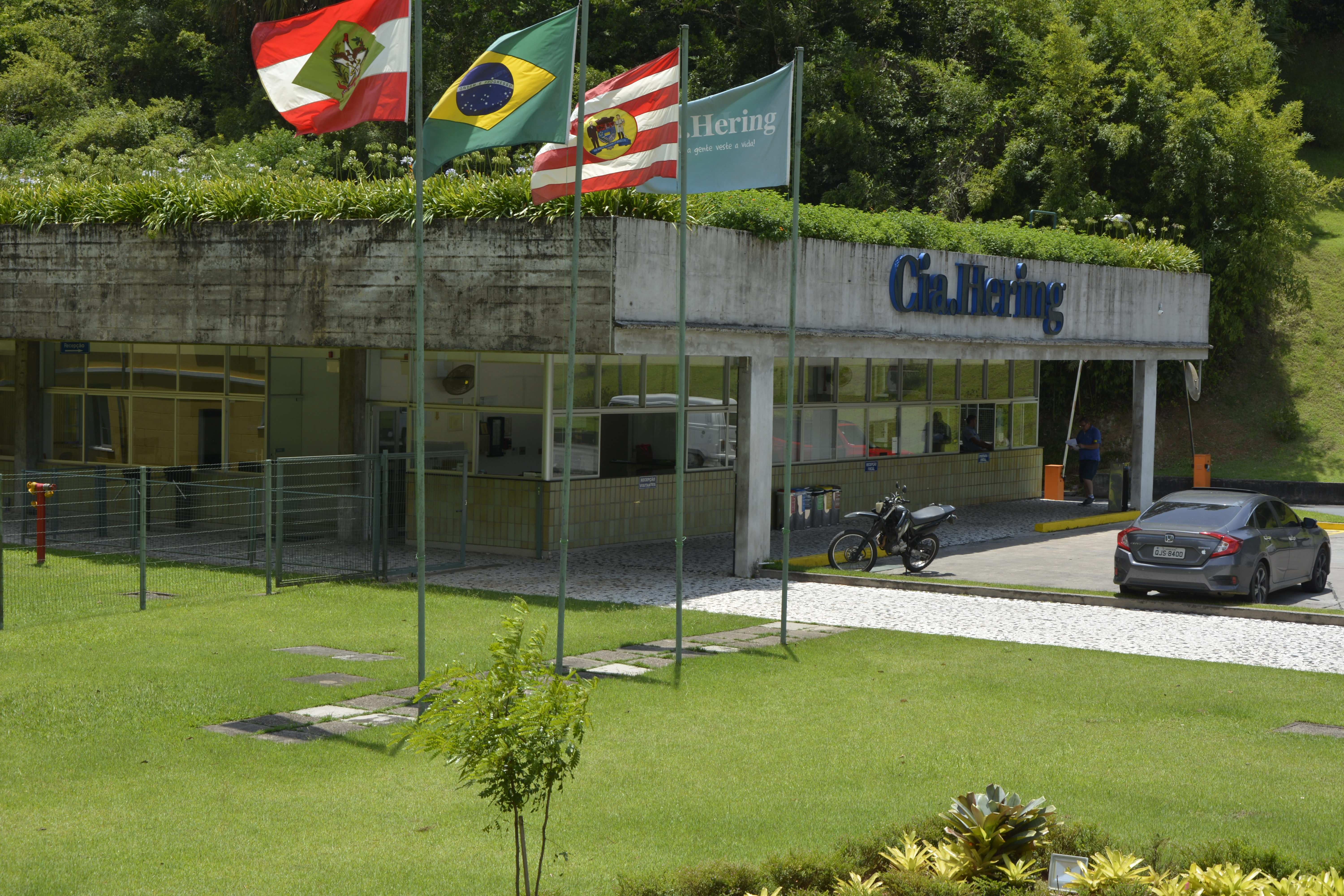
Industrie textile Hering à Santa Catarina.

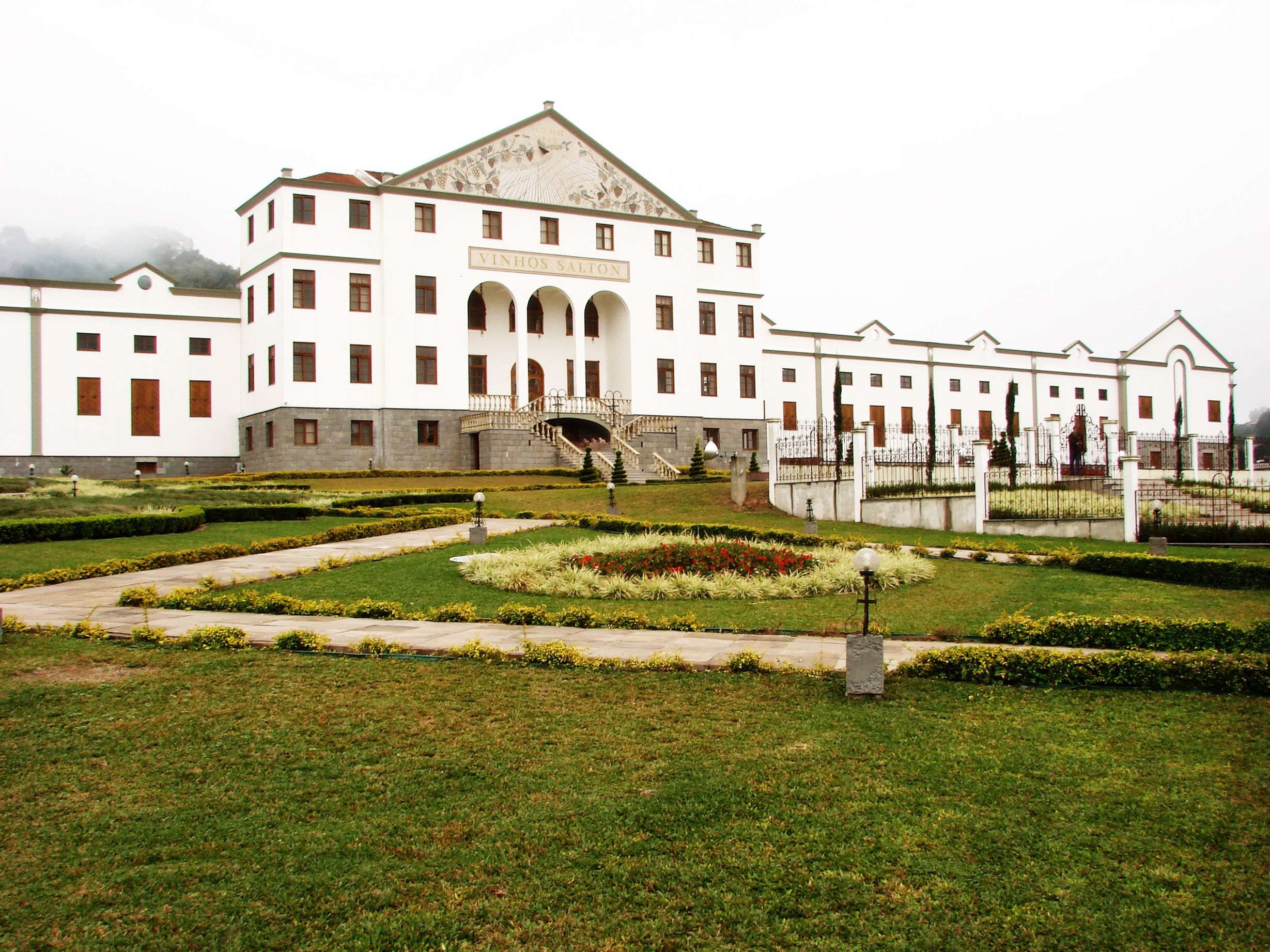
Domaine viticole Salton à Rio Grande do Sul

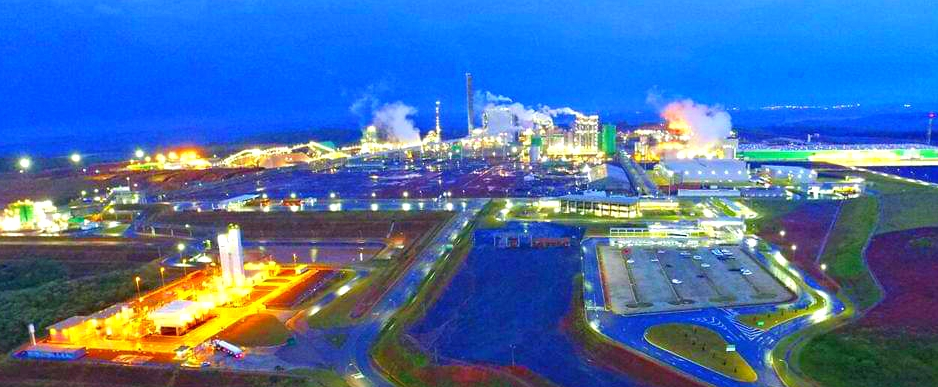
Usine de pâte et papier de Klabin au Paraná

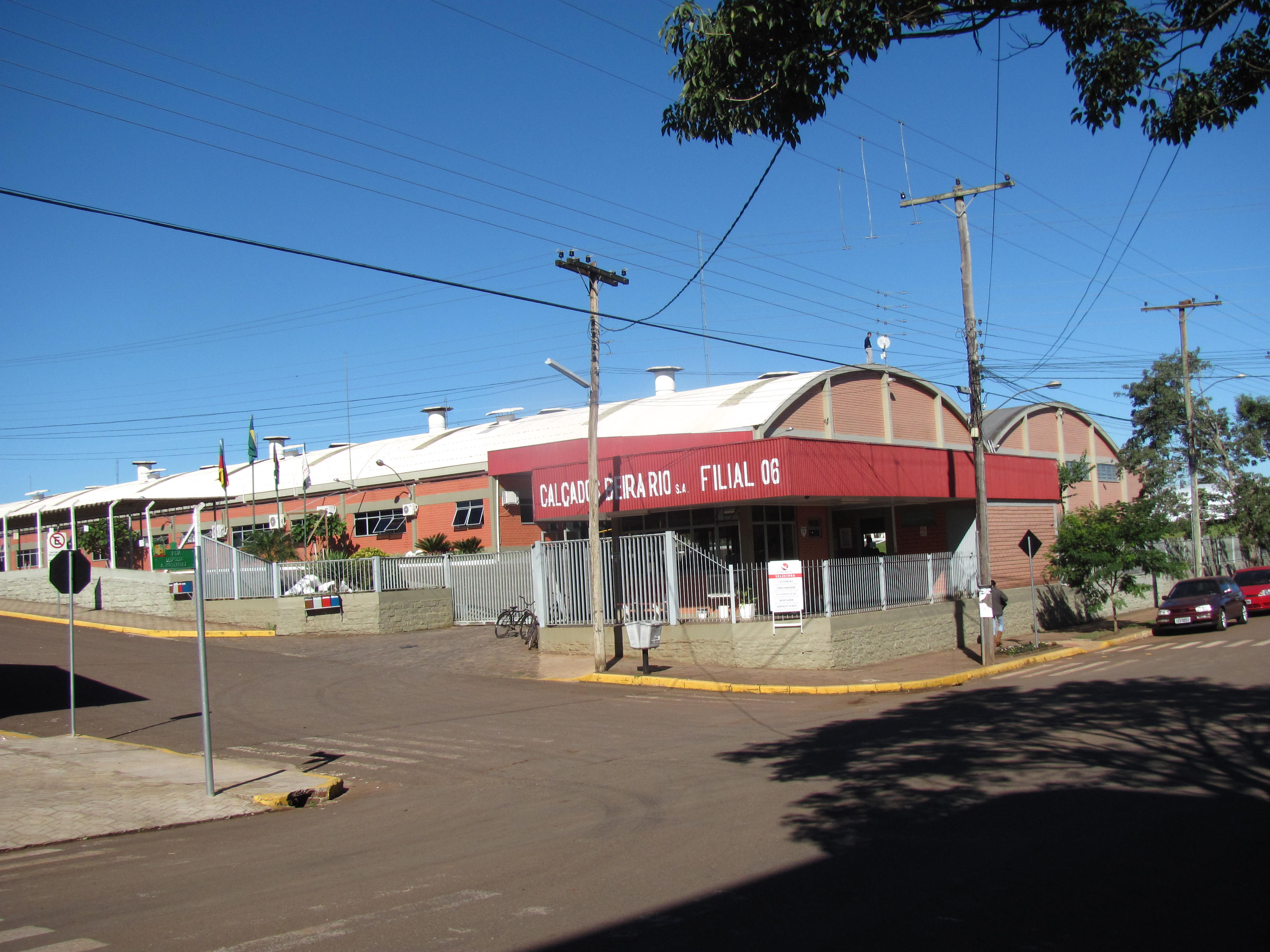
Usine de chaussures Beira Rio, Rio Grande do Sul

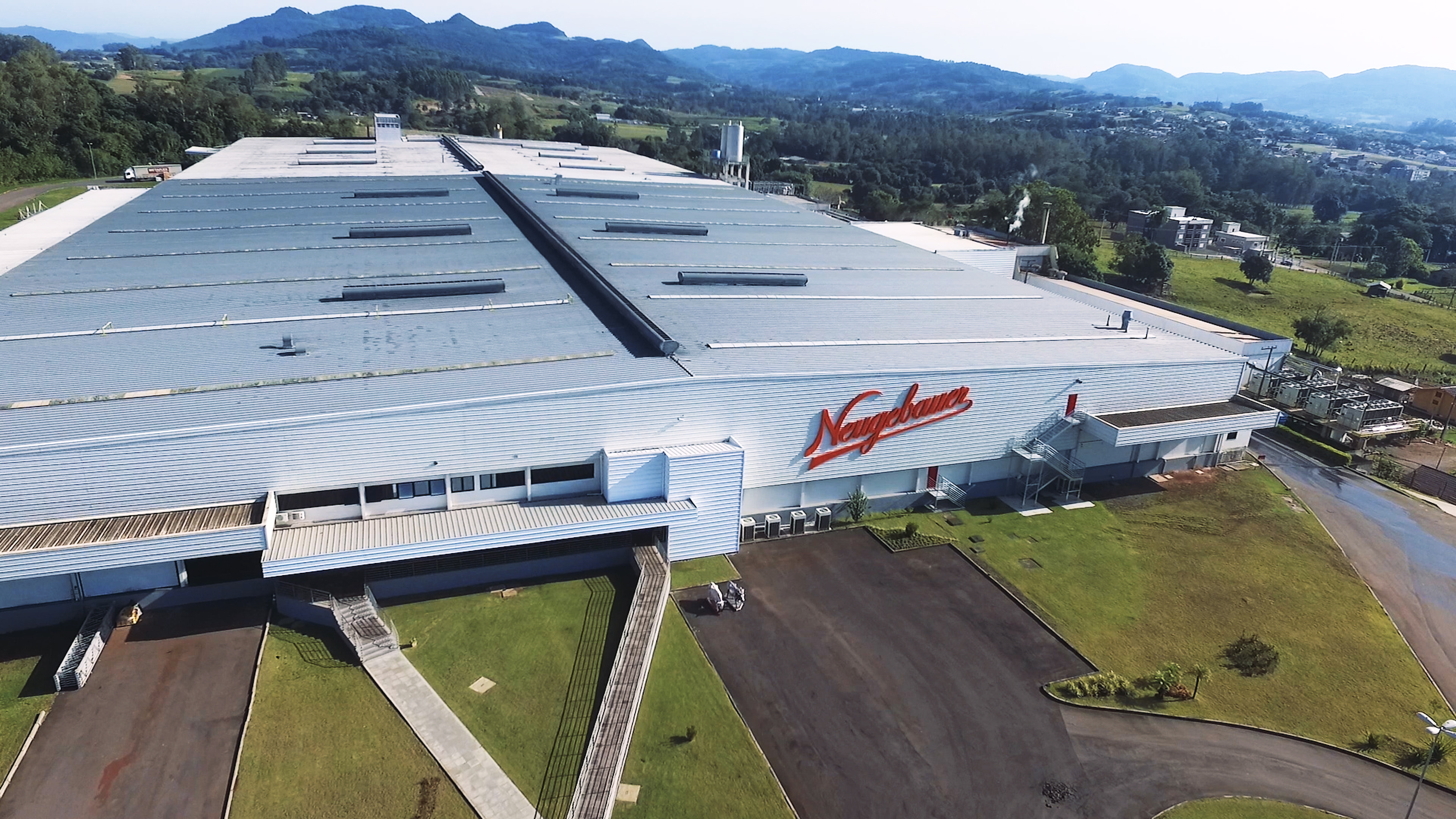
Chocolaterie Neugebauer, Rio Grande do Sul

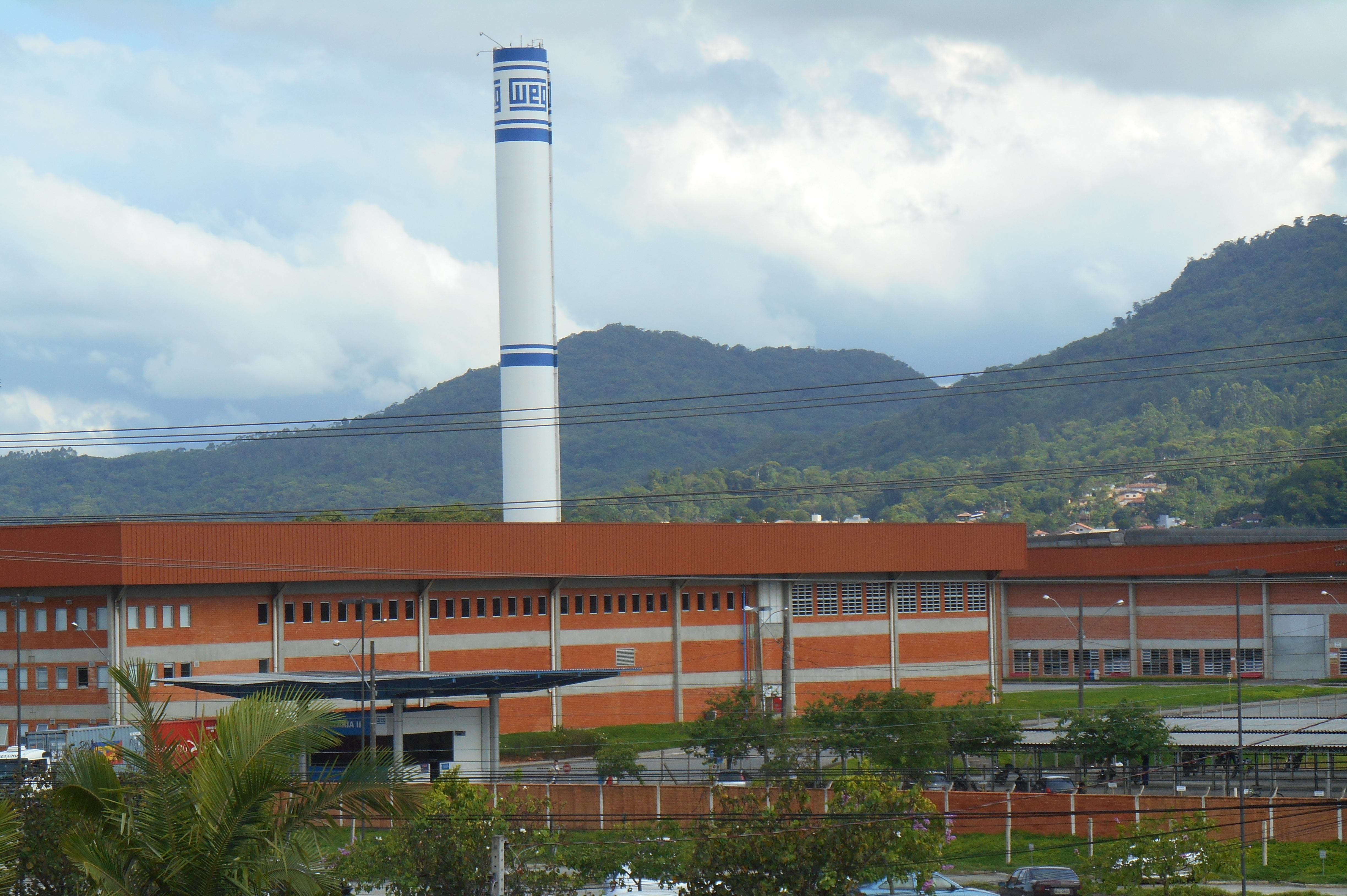
WEG, l'un des plus grands fabricants d'équipements électriques au monde.

La région concentre 20 % du PIB industriel du pays,,.
En 2019, le Paraná était le deuxième plus grand producteur de véhicule du pays (le Brésil est l'un des 10 plus grands producteurs de véhicules au monde). Paraná possède sur son territoire les usines Volkswagen, Renault, Audi, Volvo et DAF; Santa Catarina possède des usines GM et BMW et Rio Grande do Sul, une usine GM.
Dans l'industrie alimentaire, en 2019, le Brésil était le deuxième exportateur d'aliments transformés au monde, avec une valeur de 34,1 milliards de dollars américains d'exportations. Concernant la création d'entreprises nationales ou multinationales, Rio Grande do Sul a créé des entreprises telles que Neugebauer, Camil Alimentos, Fruki, Cervejaria Polar, Vinícola Aurora et Vinícola Salton. Santa Catarina a créé des sociétés telles que Sadia et Perdigão (qui ont ensuite fusionné avec BRF), Seara Alimentos (qui appartient aujourd'hui à JBS), Aurora, Gomes da Costa, Cervejaria Eisenbahn et Hemmer Alimentos. Paraná a créé des sociétés telles que: Frimesa, C.Vale, Nutrimental, Copacol, Coopavel et Matte Leão,,.
Dans industrie de la chaussure, en 2019, le Brésil a produit 972 millions de paires, étant le quatrième producteur mondial, derrière la Chine, l'Inde et le Vietnam, et se classe 11e parmi les plus grands exportateurs. L'État brésilien qui exporte le plus le produit est le Rio Grande do Sul: en 2019, il a exporté 448,35 millions de dollars américains. La plupart des produits sont destinés aux États-Unis, en Argentine et en France. Santa Catarina possède également un centre de production de chaussures à São João Batista,
Dans industrie textile, le Brésil, bien qu'il soit parmi les 5 plus grands producteurs mondiaux en 2013, et qu'il soit représentatif de la consommation de textiles et de vêtements, était très peu intégré au commerce mondial. En 2015, les importations brésiliennes se classaient au 25e rang (5,5 milliards de dollars américains). Et à l'export, il ne se classait qu'au 40e rang mondial. La participation du Brésil au commerce mondial des textiles et des vêtements n'est que de 0,3 %, en raison de la difficulté de concurrencer les prix des producteurs indiens et principalement chinois. Le Sud représentait 32,65 % de la production textile du pays. Santa Catarina est le deuxième employeur du textile et de l'habillement au Brésil. Elle a occupé le leadership national dans la fabrication d'oreillers et est le plus grand producteur d'Amérique latine et le deuxième au monde d'étiquettes tissées. C'est le plus grand exportateur du pays de linge de toilette / de cuisine, de tissus éponge et de chemises en tricot de coton. Certaines des entreprises les plus connues de la région sont Hering, Malwee, Karsten et Haco.
Dans industrie électronique, le chiffre d'affaires de l'industrie au Brésil a atteint 153,0 milliards de réaux en 2019, soit environ 3 % du PIB national. Le nombre d'employés du secteur était de 234 500 personnes. Le Brésil dispose de deux grands pôles de production électroélectronique, situés à Campinas, dans l'État de São Paulo, et dans la zone franche de Manaus, dans l'État d'Amazonas. Le pays possède également d'autres centres plus petits, dont Curitiba, la capitale du Paraná. Le centre technologique de Curitiba compte des entreprises telles que Siemens et Positivo Informática. Au total, 87 entreprises et 16 000 employés travaillent à Tecnoparque, une zone de 127 mille mètres carrés créée par la loi de l'État en 2007. Tecnoparque peut atteindre 400 mille mètres carrés et recevoir jusqu'à quatre fois le nombre de travailleurs qu'elle compte aujourd'hui. , atteignant 68 mille personnes.
Dans l'industrie de l'électroménager, les ventes d'équipements dits de «ligne blanche» ont été de 12,9 millions d'unités en 2017. Le secteur a connu un pic de ventes en 2012, avec 18,9 millions d'unités. Les marques les plus vendues sont Brastemp, Electrolux, Consul et Philips. Consul est originaire de Santa Catarina, a fusionné avec Brastemp et fait aujourd'hui partie de la multinationale Whirlpool Corporation. Une autre marque célèbre du sud était Prosdócimo, fondée à Curitiba, qui a été vendue à Electrolux. Dans le secteur du petit électroménager, la société Britânia est originaire de Curitiba.
Dans le secteur métallurgique, le Sud compte l'une des entreprises les plus connues du pays, Tramontina, qui emploie plus de 8 500 salariés et compte 10 unités de production. D'autres entreprises célèbres du Sud sont Marcopolo, un fabricant de carrosseries d'autobus, qui avait une valeur marchande de 2,782 milliards de réaux en 2015, et Randon, un groupe de 9 entreprises spécialisées dans les solutions de transport, qui regroupe des constructeurs automobiles, des pièces automobiles et équipement routier - emploie environ 11 mille personnes et a enregistré des ventes brutes en 2017 de 4,2 milliards de réaux.
À Santa Catarina, l'industrie des machines et équipements se distingue dans la fabrication de compresseurs, étant un leader dans les exportations de ce produit parmi les États du pays, en plus d'être un important producteur de matériel forestier. Dans le domaine de la métallurgie, l'État compte le plus grand fabricant national d'éviers, cuves et cuves en acier inoxydable, trophées et médailles, fixations (vis, écrous, etc.), cuves chemisées pour carburants, récipients à pression industriels et raccords en fonte malléable. C'est le leader mondial des blocs moteurs et des têtes en fer, étant le plus grand exportateur de ce produit au Brésil.
Dans le secteur pâte et papier, la production brésilienne de pâte était de 19 691 millions de tonnes en 2019. Le pays a exporté 7,48 milliards de dollars américains de pâte cette année, dont 3,25 milliards de dollars américains rien qu'en Chine. Les exportations de l'industrie forestière brésilienne ont totalisé 9,7 milliards de dollars américains (7,48 milliards de dollars américains de pâte, 2 milliards de dollars américains de papier et 265 millions de dollars américains de panneaux de bois). La production de papier était de 10 535 millions de tonnes en 2019. Le pays a exporté 2 163 millions de tonnes. En 2016, l'industrie des pâtes et papiers du sud du pays représentait 33 % du total national. Cette année, Paraná était le leader national de la production de bois rond (principalement d'eucalyptus) pour l'industrie de la pâte et du papier (15,9 millions de m³); Le Brésil était le deuxième pays à produire le plus de pâte au monde et le huitième à produire du papier. La ville qui a produit le plus de ces bois au Brésil était Telêmaco Borba (PR), et la cinquième plus grande était Ortigueira (PR),,,.